# ویکتوریا ورا (تگزاس)
ویکتوریا ورا (به انگلیسی: Victoria Vera) یک منطقهٔ مسکونی در ایالات متحده آمریکا است که در شهرستان استار، تگزاس واقع شده‌است. ویکتوریا ورا ۱۱۰ نفر جمعیت دارد.